# Serge Gainsbourg
Serge Gainsbourg /sɛʀʒ gɛ̃'zbuʀ/ (vlastním jménem Lucien Ginsburg) (2. duben 1928 Paříž – 2. březen 1991 Paříž) byl francouzský skladatel, zpěvák, herec a režisér, ale také bouřlivák, skandalista, provokatér z povolání a především všestranná umělecká osobnost.

## Životopis
Narodil se v Paříži židovským rodičům, kteří emigrovalli z Ruska  kvůli bolševické říjnové revoluci.
Velkou budoucnost mu předpověděl již Boris Vian v jednom ze svých posledních textů v časopise Le Canard enchaîné, který také na konci padesátých let nastartoval jeho uměleckou dráhu. Jeho písně z počátku kariéry vydávali známější interpreti, první autorské desky byly totálním propadákem. Nikdy nebyl excelentním zpěvákem, ale jak sám zdůrazňoval, nechápal své písně jako technické dílo, ale jako své vyjádření. Své texty nepovažoval za mimořádná umělecká díla.
Jeho osobnost a stylotvorné chování je těžké zařadit do jakékoli umělecké kategorie. Ačkoli byl jedním z nejuznávanějších umělců Francie druhé poloviny 20. století, svého prvního místa v hitparádě dosáhl až v roce 1979[zdroj?] s písní Aux armes et cætera[zdroj?], která byla parodií na francouzskou hymnu Marseillaisu.
Ve svých začátcích podepsal nahrávací smlouvu s firmou Philips. Jeho hudební tvorba byla od počátku ovlivněna jazzem a blues, ve druhé polovině 60. let se objevily dokonce náznaky tehdejší vlny psychedelie. V průběhu dalších let s oblibou čerpal z řady dalších stylových oblastí (latinskoamerická hudba, funk, reggae atd).
V roce 1969 natočil světoznámý duet s Jane Birkinovou – Je t'aime moi non plus (poté, co její nazpívání dočasně odmítla Brigitte Bardotová). Jane Birkinová byla v letech 1968–1980 jeho partnerkou (seznámili se při natáčení filmu Slogan) a mají spolu dceru Charlotte Gainsbourgovou (* 1971). Písňové texty psal pro řadu francouzských zpěvaček a hereček, kromě zmíněné Jane Birkinové také pro France Gallovou, Juliette Gréco, Françoise Hardyovou, Catherine Deneuve a další. Skladba Poupée de cire, poupée de son, kterou napsal pro France Gall, vyhrála v roce 1965 Velkou cenu Eurovize. V 70. a 80. letech se objevil v řadě filmů, mj. Je t´aime, moi non plus (1976), Équateur (1983) či Stan the Flasher (1989). V posledních letech vystupoval především v televizi, ale psal i texty pro zpěvačky Vanessu Paradisovou a Viktor Lazlo.
Byl jedním z nejplodnějších francouzských hudebníků a literátů druhé poloviny dvacátého století. Jeho individualistická osobnost zasahovala do mnoha hudebních, kinematografických a literárních stylů. Kromě několika filmů a videoklipů, které sám natočil, složil hudbu k více než čtyřiceti dalším. Vytvořil si image skandalisty a provokatéra, který byl považován za nástupce prokletých básníků.